# Lori Hallier
Lori Hallier (* 8. Juli 1959 in Victoria, British Columbia) ist eine kanadische Schauspielerin.

## Leben
Hallier ist die Tochter von Vivian und Gerry Hallier. Sie hat zwei Geschwister, eine Schwester und einen Bruder, und wuchs in Victoria auf, wo sie die Reynolds Secondary School besuchte. Schauspielerei studierte sie zwei Jahre lang an der University of Victoria und später an der National Theatre School in Montreal, Québec.
Ihr Filmdebüt gab sie mit 21 Jahren, kurz nach dem Abschluss ihrer Schauspielausbildung, als Sarah in George Mihalkas 1981 veröffentlichten Horrorthriller Blutiger Valentinstag. Nach einigen Rollen in kanadischen Fernsehserien, wie beispielsweise als Ann in Loving Friends and Perfect Couples (1983), zog sie nach Los Angeles, wo sie in Fernsehserien wie etwa Trapper John, M.D. (1983), Mode, Models und Intrigen (1984) und Alfred Hitchcock zeigt (1987) mitwirkte. Es folgten zahlreiche Auftritte in kanadischen und US-amerikanischen Film- und Fernsehproduktionen. 1987 spielte sie die Julie an der Seite von Harvey Keitel in Paul Lynchs Thriller Blindside. 1989 erhielt sie die Rolle der Yvette Dupres in der Seifenoper Zeit der Sehnsucht. Ein Jahr später übernahm sie in der Seifenoper California Clan die wiederkehrende Rolle der Shannon Pressman.
In den 1990er- und 2000er-Jahren trat Hallier vermehrt in Fernsehfilmen auf, so etwa als Laura Hatch in Timothy Bonds Katastrophenfilm Twisters – Die Nacht der Wirbelstürme (1996), als Will Brownings Mutter in Manny Cotos Fantasy-Filmkomödie Das zweite Ich (2000) und als Mrs. Mary Wilder, an der Seite von Tom Selleck und Isabella Rossellini, in Simon Wincers Western Monte Walsh – Der letzte Cowboy (2003). Ebenso war sie im Kino zu sehen, wie beispielsweise als Flugbegleiterin Kelly Mason in Mario Azzopardis Actionthriller Angst über den Wolken (1999), als Lilys Mutter in Britt Allcrofts Fantasy-Kinderfilm Thomas, die fantastische Lokomotive (2000) und als Leslie Garfield in Paolo Virzìs Komödie My Name Is Tanino (2002). Von 2000 bis 2001 verkörperte sie die Joanna Lanier in der Disney-Channel-Serie Heartbeat. Ein Jahr später trat sie die Rolle der Kelly Trent in der Science-Fiction-Serie Strange Days at Blake Holsey High an. Zu den etlichen weiteren Fernsehserien, in denen sie spielte, zählen Kung Fu – Im Zeichen des Drachen (1993–1996), Star Trek: Raumschiff Voyager (1997) und Sue Thomas: F.B.I. (2003).
In Ernie Barbarashs romantischen Weihnachtsfilm Die Weihnachtskarte aus dem Jahr 2017 verkörperte sie an der Seite von Eliza Taylor, Jake Lacy und Andie MacDowell die Rolle der Alice.
Nachdem Hallier Mitte der 1980er-Jahre nach Los Angeles gezogen war, zog sie nach 17 Jahren wieder zurück nach Kanada in die Stadt Toronto in Ontario.

## Filmografie

### Filme
- 1981: Blutiger Valentinstag (My Bloody Valentine)
- 1985: Warnzeichen Gen-Killer (Warning Sign)
- 1987: Blindside
- 1987: The Gunfighters (Fernsehfilm)
- 1988: Higher Education – Erziehung Nebensache (Higher Education)
- 1990: Die Dollar-Queen (Leona Helmsley: The Queen of Mean, Fernsehfilm)
- 1992: Bis daß ein Mörder uns scheidet (A Woman Scorned: The Betty Broderick Story, Fernsehfilm)
- 1994: Blutsbande – Eine Familie zerbricht (Incident in a Small Town, Fernsehfilm)
- 1995: Die perfekte Familie (Picture Perfect, Fernsehfilm)
- 1996: Twisters – Die Nacht der Wirbelstürme (Night of the Twisters, Fernsehfilm)
- 1996: Schutzlos ausgeliefert (No One Could Protect Her)
- 1996: Highway to Hell (Fernsehfilm)
- 1996: Hilfeschreie aus dem Jenseits (Buried Secrets, Fernsehfilm)
- 1998: Dandy, das Elefantenbaby (Running Wild, Fernsehfilm)
- 1998: Recipe for Revenge (Fernsehfilm)
- 1999: Angst über den Wolken (Free Fall)
- 1999: Black Light
- 1999: Road to Nowhere
- 2000: Mary Kay Letourneau – Eine verbotene Liebe (All-American Girl: The Mary Kay Letourneau Story, Fernsehfilm)
- 2000: Thomas, die fantastische Lokomotive (Thomas and the Magic Railroad)
- 2000: Sieg des Herzens (Custody of the Heart, Fernsehfilm)
- 2000: Das zweite Ich (The Other Me, Fernsehfilm)
- 2002: Nimm dich in Acht (You Belong to Me, Fernsehfilm)
- 2002: My Name Is Tanino
- 2002: Hungry Hearts
- 2003: Monte Walsh – Der letzte Cowboy (Monte Walsh, Fernsehfilm)
- 2004: Mrs. Ashboro’s Cat (Fernsehfilm)
- 2005: Der Fall Martha S. (Martha Behind Bars, Fernsehfilm)
- 2006: Black Widower (Fernsehfilm)
- 2006: Heartstopper
- 2007: Blind Trust (Fernsehfilm)
- 2008: Sticks and Stones (Fernsehfilm)
- 2008: Bull
- 2012: Weihnachten mit Holly (Christmas with Holly, Fernsehfilm)
- 2013: A Fish Story
- 2017: Die Weihnachtskarte (Christmas Inheritance)
- 2018: Weihnachten in White Deer (Christmas in Love, Fernsehfilm)
- 2019: Astronaut
- 2019: Our Christmas Love Song (Fernsehfilm)
- 2020: Skin

### Fernsehserien
- 1980: Bizarre
- 1982: Halluzinationen (eine Folge)
- 1983: Loving Friends and Perfect Couples (2 Folgen)
- 1983: Trapper John, M.D. (eine Folge)
- 1984: Der kleine Vagabund (The Littlest Hobo, eine Folge)
- 1984: Ein Duke kommt selten allein (The Dukes of Hazzard, eine Folge)
- 1984: Mode, Models und Intrigen (Cover Up, eine Folge)
- 1985: Matt Houston (eine Folge)
- 1986: Insiders (eine Folge)
- 1987: Alfred Hitchcock zeigt (Alfred Hitchcock Presents, eine Folge)
- 1987: Diamonds (eine Folge)
- 1987–1988: Adderly (2 Folgen)
- 1987–1988: Nachtstreife (Night Heat, 2 Folgen)
- 1988: Simon & Simon (eine Folge)
- 1988: Unbekannte Dimensionen (The Twilight Zone, eine Folge)
- 1988–1990: Krieg der Welten (War of the Worlds, 2 Folgen)
- 1988–1990: Erben des Fluchs (Friday the 13th: The Series, 2 Folgen)
- 1989: Die Waffen des Gesetzes (Street Legal, eine Folge)
- 1989–1990: Zeit der Sehnsucht (Days of Our Lives)
- 1990: California Clan (Santa Barbara)
- 1990: Hitchhiker – Unglaubliche Geschichten (The Hitchhiker, eine Folge)
- 1991: Ehekriege (Civil Wars, eine Folge)
- 1991–1992: Jake und McCabe – Durch dick und dünn (Jake and the Fatman, 3 Folgen)
- 1991–1993: Tropical Heat (Sweating Bullets, 2 Folgen)
- 1992: Nick Knight – Der Vampircop (Forever Knight, eine Folge)
- 1992: Katts und Dog (Katts and Dog, eine Folge)
- 1992–1993: Secret Service (2 Folgen)
- 1993: Matlock (eine Folge)
- 1993–1996: Kung Fu – Im Zeichen des Drachen (Kung Fu: The Legend Continues, 3 Folgen)
- 1994: RoboCop (RoboCop: The Series, eine Folge)
- 1996: Side Effects – Nebenwirkungen (Side Effects, eine Folge)
- 1997: Star Trek: Raumschiff Voyager (Star Trek: Voyager, eine Folge)
- 1997: Poltergeist – Die unheimliche Macht (Poltergeist: The Legacy, eine Folge)
- 1998: The Wonderful World of Disney (eine Folge)
- 1999: Total Recall 2070 (eine Folge)
- 1999: PSI Factor – Es geschieht jeden Tag (PSI Factor – Chronicles of the Paranormal, eine Folge)
- 1999: Zweimal im Leben (Twice in a Lifetime, eine Folge)
- 1999: The City (eine Folge)
- 2000: Liebling, ich habe die Kinder geschrumpft: Die Serie (Honey, I Shrunk the Kids: The TV Show, eine Folge)
- 2000–2001: Heartbeat (In a Heartbeat, 7 Folgen)
- 2002: Doc (eine Folge)
- 2002: The 5th Quadrant (eine Folge)
- 2002: Body & Soul (eine Folge)
- 2002–2006: Strange Days at Blake Holsey High (4 Folgen)
- 2003: Blue Murder (eine Folge)
- 2003: Sue Thomas: F.B.I. (Sue Thomas: F.B.Eye, 2 Folgen)
- 2004: The Eleventh Hour (eine Folge)
- 2008: Virus – Der Tod kennt keine Grenzen (The Summit, Miniserie, 2 Folgen)
- 2009: Flashpoint – Das Spezialkommando (Flashpoint, eine Folge)
- 2012: Rookie Blue (eine Folge)
- 2014: Sensitive Skin (eine Folge, Stimme)
- 2016: Flower Shop Mysteries (Miniserie, eine Folge)
- 2020: Mrs. America (Miniserie, eine Folge)